# Gadancourt
Gadancourt är en kommun i departementet Val-d'Oise i regionen Île-de-France i norra Frankrike. Kommunen ligger i kantonen Vigny som tillhör arrondissementet Pontoise. År 2015 hade Gadancourt 83 invånare.

## Befolkningsutveckling
Antalet invånare i kommunen Gadancourt
| Referens: INSEE |